# Исаево (Вожбальский сельсовет)
Исаево — деревня в Тотемском районе Вологодской области.
Входит в состав Вожбальского сельского поселения, с точки зрения административно-территориального деления — в Вожбальский сельсовет.
Расстояние по автодороге до районного центра Тотьмы — 51 км, до центра муниципального образования деревни Кудринская — 6 км. Ближайшие населённые пункты — Гагариха, Залесье, Паново, Сродино.
По переписи 2002 года население — 22 человека (11 мужчин, 11 женщин). Всё население — русские.